# Yonit Levi
 (août 2025).
Motif : Sourçage primaire pour les sources qui ne sont pas en hébreu ; un locuteur peut retirer le bandeau s'il estime que les articles en hébreu sont suffisamment centrés sur elle
- Archive Wikiwix
- Bing
- Cairn
- DuckDuckGo
- E. Universalis
- Gallica
- Google
- G. Books
- G. News
- G. Scholar
- Persée
- Qwant
- (zh) Baidu
- (ru) Yandex
- (wd) trouver des œuvres sur Wikidata

| 1. | Préciser le motif de la pose du bandeau. | Précisez le motif de la pose du bandeau en utilisant la syntaxe suivante : {{admissibilité à vérifier\|date=août 2025\|motif=remplacez ce texte par le motif}}                  |
| 2. | Informer les utilisateurs concernés.     | Pensez à avertir le créateur de l'article, par exemple, en insérant le code ci-dessous sur sa page de discussion : {{subst:avertissement admissibilité à vérifier\|Yonit Levi}} |

Yonit Levi (hébreu : יונית לוי, née le 12 juillet 1977) est une présentatrice de journal télévisé, journaliste, animatrice de télévision et podcasteuse israélienne.

## Biographie
Yonit Levi naît dans le quartier French Hill à Jérusalem, au sein d'une famille juive ashkénaze. Son père, Yoram, est né en URSS et sa mère, Neomi, en Roumanie. Durant son enfance, elle vit plusieurs années avec ses parents à Chicago, où elle fréquente la Bernard Zell Anshe Emet Day School.
En octobre 2011, elle épouse le scénariste et animateur de télévision Ido Rosenblum dans leur appartement à Tel Aviv. Leur fils naît en novembre 2013, suivi d'une fille en décembre 2015, puis d'une deuxième fille en mai 2018. La famille vit à Tel Aviv.

## Carrière médiatique
Levi est la présentatrice principale du Hadashot (journal télévisé du soir sur Keshet 12). Après son service militaire en tant que rédactrice d'informations internationales pour la radio de l'armée israélienne, elle rejoint la société d'information télévisée israélienne en 1998.
En 2002, après le départ des anciens présentateurs Ya'akov Eilon et Miki Haimovich pour Chaîne 10, Levi est choisie, à 25 ans, comme présentatrice du journal télévisé en prime time sur la chaîne 2. Elle devient ensuite la première femme en Israël à présenter seule un journal télévisé en prime time sur une chaîne commerciale. Elle couvre également, sur le terrain, plusieurs événements internationaux comme le tsunami au Japon, les élections présidentielles américaines ou les conflits à Gaza.
En janvier 2008, elle interviewe le président américain George W. Bush à la Maison-Blanche. En juillet 2010, elle interviewe à nouveau un président américain, Barack Obama,.
En 2015, elle accorde un rare entretien au journaliste américain Charlie Rose sur PBS, où elle exprime ses opinions personnelles sur la situation en Israël.
Depuis décembre 2021, elle co-anime le podcast « Unholy: Two Jews on the News » avec le journaliste de The Guardian Jonathan Freedland.

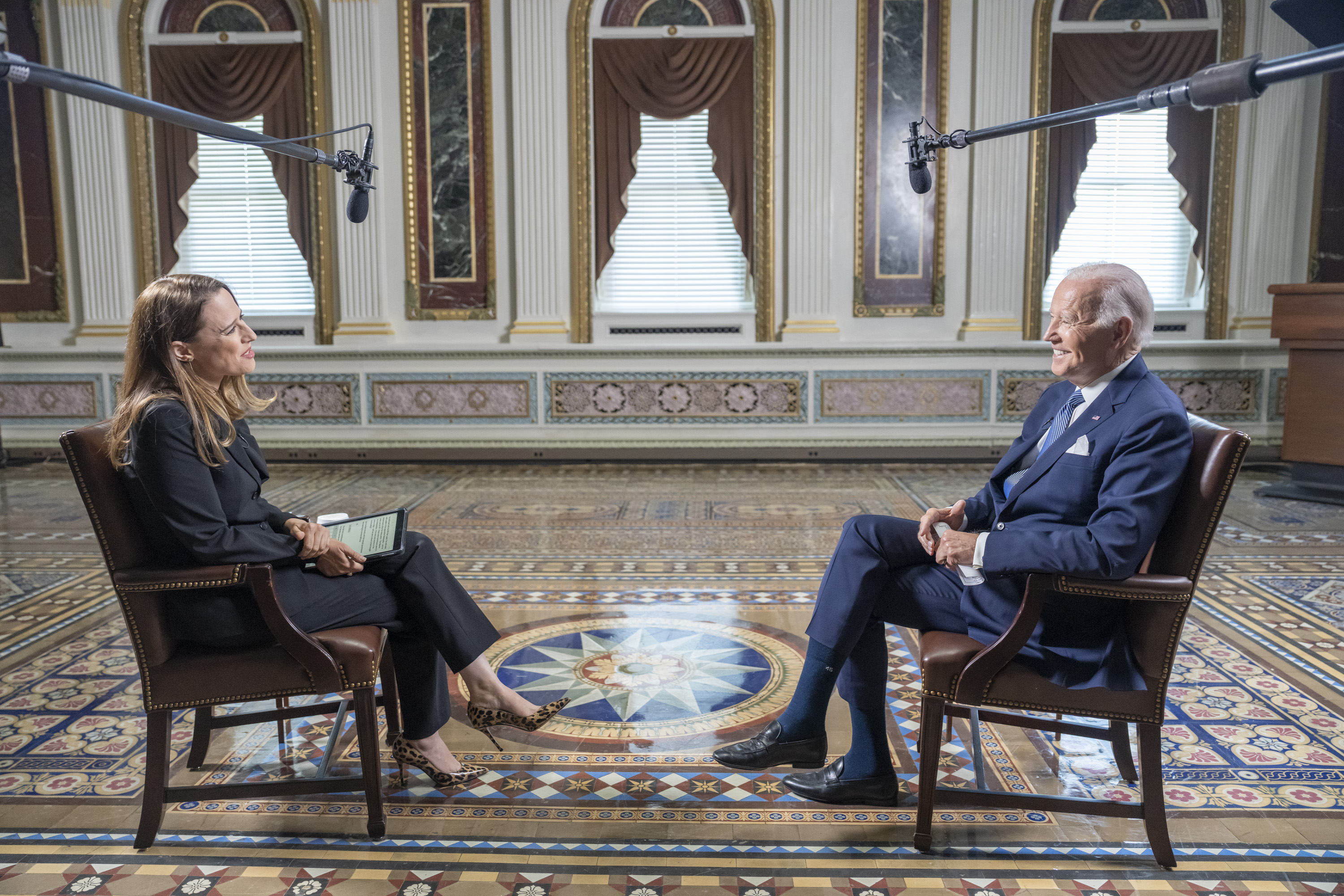
Levi interviewant le président américain Joe Biden (2022)

En 2022, elle réalise une interview du président américain Joe Biden à la Maison-Blanche.